# Dizhang (köpinghuvudort i Kina, Shaanxi, lat 34,43, long 108,77)
Dizhang (kinesiska: 底张, 底张镇) är en köpinghuvudort i Kina. Den ligger i provinsen Shaanxi, i den nordvästra delen av landet, omkring 21 kilometer nordväst om provinshuvudstaden Xi'an. Antalet invånare är 30 663. Befolkningen består av 12 740 kvinnor och 17 923 män. Barn under 15 år utgör 11,0 %, vuxna 15-64 år 82 %, och äldre över 65 år 6,0 %.
Runt Dizhang är det mycket tätbefolkat, med 2 521 invånare per kvadratkilometer. Närmaste större samhälle är Qindu, 11,1 km sydväst om Dizhang. Trakten runt Dizhang består till största delen av jordbruksmark.
Genomsnittlig årsnederbörd är 669 millimeter. Den regnigaste månaden är september, med i genomsnitt 149 mm nederbörd, och den torraste är december, med 1 mm nederbörd.